# Janusz Gancarczyk
Pour les articles homonymes, voir Gancarczyk.
Janusz Gancarczyk, né le 19 juin 1984 à Oława, est un footballeur international polonais. Il occupe le poste de milieu de terrain. 
Gancarczyk a cinq frères, tous footballeurs eux aussi : Andrzej, Krzysztof, Waldemar, Mateusz et Marek (en). Ce dernier était son coéquipier au Śląsk Wrocław. Il n'a cependant aucun lien de parenté avec Seweryn Gancarczyk, autre international polonais.

## Biographie
Formé au MKS Oława avec son frère Marek, Janusz Gancarczyk rejoint en 2006 le Górnik Polkowice, club de deuxième division polonaise. Titulaire à son poste, tout comme son frère, ils partent ensemble au Śląsk Wrocław en 2007, Polkowice étant relégué en quatrième division pour corruption. Après une année d'adaptation, marquée par plusieurs blessures mais aussi par la montée du Śląsk en première division, Janusz trouve sa place dans le onze de départ de son entraîneur. En 2009, il remporte le premier titre de sa carrière, la Coupe de la Ligue, aux dépens de l'Odra Wodzisław Śląski.
Le 29 octobre 2009, Gancarczyk est appelé pour la toute première fois en équipe nationale par le nouveau sélectionneur Franciszek Smuda, en vue des deux matches amicaux que la Pologne doit disputer les 14 et 18 novembre face à la Roumanie et le Canada respectivement. Face aux Canadiens, il porte pour la première fois le maillot rouge et blanc, en entrant en jeu à vingt minutes du terme du match.
En janvier 2010, il rejoint le Polonia Varsovie, club aux ambitions élevées. Il y joue régulièrement, avant d'être écarté en avril 2011 et relégué en équipe réserve.
Plus désiré par son entraîneur et ses dirigeants, il quitte logiquement le Polonia à l'intersaison, et s'engage avec le Zagłębie Lubin. Mais là aussi, après une dizaine de matches, Gancarczyk est écarté par son entraîneur et ne joue plus pendant presque un an. En décembre 2012, son contrat est rompu à l'amiable.
En mars 2013, il s'engage pour quelques mois avec le GKS Katowice, club de deuxième division.

## Palmarès
- Vainqueur de la Coupe de la Ligue polonaise : 2009